# Os trapézoïde
Le trapézoïde est l'os de la deuxième rangée du carpe intercalé entre le trapèze et le capitatum.

## Description
Le trapèzoïde présente :

- une face supérieure quadrilatère, lisse et légèrement concave qui s'articule avec le scaphoïde,
- une face inférieure convexe d'un côté à l'autre et concave d'avant en arrière qui s'articule avec l'extrémité proximale du deuxième métacarpien,
- Une face dorsale et une face ventrale rugueuses pour l'insertion des ligaments, la face dorsale étant plus grande que la ventrale,
- Une face latérale convexe et lisse qui s'articule avec le trapèze,
- Une face médiale concave et lisse à l'avant qui s'articule avec le capitatum et rugueuse à l'arrière pour l'insertion d'un ligament interosseux.

## Aspect clinique
Les fractures isolées du trapèze sont rares (0,4% des fractures carpiennes).

## Galerie

Le trapèzoïde gauche (en rouge)
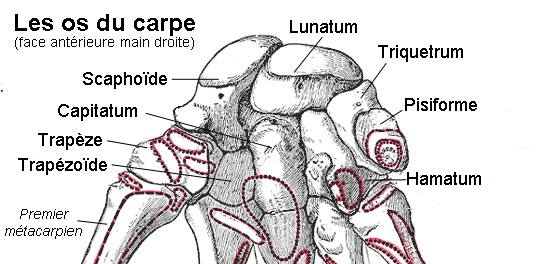
Os du poignet.